# Mediorhynchus pauciuncinatus
Espèce
Mediorhynchus pauciuncinatus est une espèce d'acanthocéphales de la famille des Gigantorhynchidae. C'est un parasite digestif d'oiseaux au Pérou.